# Кольщик (песня группы «Ленинград»)
«Ко́льщик» — песня группы «Ленинград». Исполняется коллективом с марта 2016 года, вышла синглом 14 февраля 2017 года; одновременно на YouTube был опубликован клип к песне, снятый Ильёй Найшуллером и к 16 февраля собравший более 3 миллионов просмотров.

## Описание
Песня исполняется от лица женщины и рассказывает историю любви с трагичным концом: мужчина, с которым героиня жила вместе, бросил её, оставив одну с дочерью. Текст и мелодия стилизованы под блатную песню, название и припев («Кольщик, наколи мне брови в память о большой любви, чтобы взгляд мой стал суровей…») отсылают к одноимённой песне Михаила Круга 1993 года («Кольщик, наколи мне купола, рядом чудотворный крест с иконами, чтоб играли там колокола…»).

## Клип

### Сюжет
Клип собран с использованием обратного монтажа — все события показаны в обратном порядке. Прямые отсылки к географическому расположению отсутствуют; съёмки проходили в Тверском государственном цирке, а для видов снаружи использовано изображение Кишинёвского государственного цирка. Первые кадры демонстрируют выбегающих в панике из горящего здания людей, далее показана цепочка событий, которые привели к этому: попадание мыльного пузыря в глаз воздушной гимнастке, секс в комнате осветителя в непосредственной близости от важной аппаратуры, драка в VIP-ложе, разрушение стены цирка въехавшей в неё полицейской машиной, нападение вырвавшегося на свободу тигра на зрителей и так далее.
Отвечая на вопрос журналиста издания «Коммерсантъ» о связи между песней и клипом, Илья Найшуллер отметил, что для него она есть. «Среди героинь клипа есть девушка, от лица которой могла бы быть рассказана эта история. Но я не скажу, кто это», — отметил режиссёр. Аналогично высказался по данному поводу и продюсер клипа Дмитрий Муравьёв. «У нашего клипа эта связь, конечно, есть, чуть по-другому поданная», — заявил он в интервью порталу TJournal.

### Создание

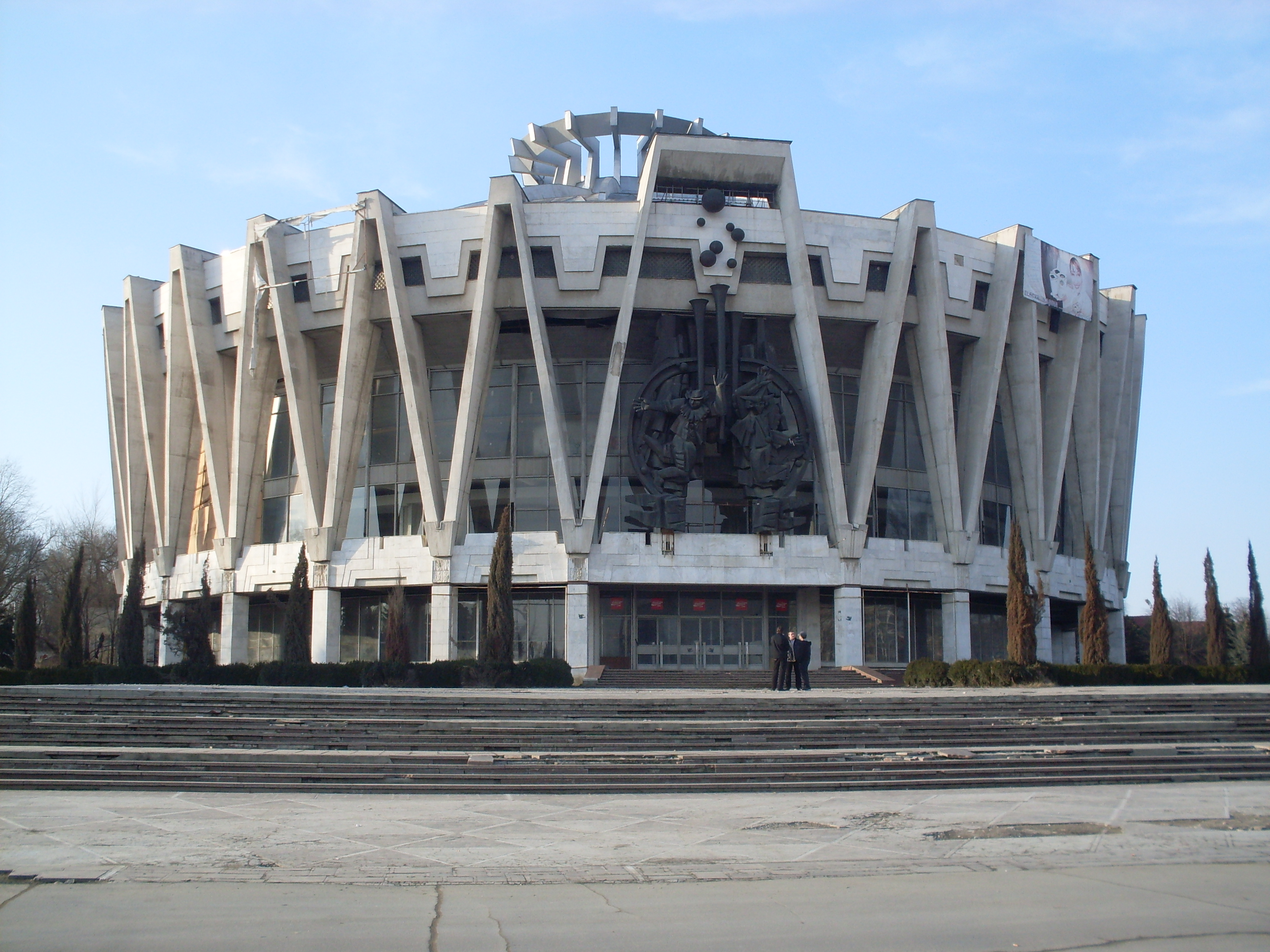
В клипе демонстрировался фасад Кишинёвского государственного цирка

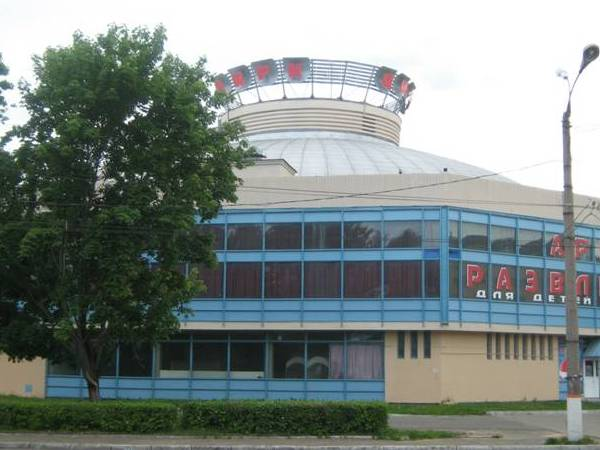
Интерьерные съёмки проходили в здании Тверского государственного цирка

К моменту создания клипа Илья Найшуллер уже сотрудничал с основателем «Ленинграда» Сергеем Шнуровым в рамках съёмок боевика «Хардкор», где музыкант сыграл в картине эпизодическую роль, однако идея о совместной работе над новым проектом появилась позже: в июле 2016 года продюсер агентства Fancy Shot обратился к режиссёру с предложением снять клип, тема которого была обозначена Шнуровым как «пиздец в цирке». Сама песня впервые была представлена публике 24 марта 2016 года на концерте в московском клубе Stadium-Live в исполнении вокалисток Василисы Старшовой и Флориды Чантурии.
Местом для съёмок был выбран Тверской государственный цирк. «Обращались и в другие цирки, но в итоге выбрали именно Тверской по совокупности причин: удобство, доступность», — отмечал пресс-секретарь съёмочной группы Дмитрий Гугучкин. По словам Ильи Найшуллера, съёмки клипа проходили в течение пяти смен — с 10 по 15 декабря. В работе съёмочной группы было задействовано 143 человека, также было нанято 35 каскадёров и ещё 420 человек для массовки, различные роли исполнили актриса Юлия Топольницкая, уже принимавшая участие в нескольких проектах «Ленинграда», актёр Тверского областного академического театра драмы, народный артист России Константин Юченков, а также ряд профессиональных актёров из театров Твери, Москвы, Санкт-Петербурга и Новгорода. Юченков отмечал, что съёмочный процесс, начинавшийся днём и завершавшийся утром следующего дня, проходил в период времени, когда в цирке не началась новая программа.
Большинство трюков, показанных в клипе, были выполнены актёрами самостоятельно, подчёркивал Константин Юченков: «Прыжки с 5-7-метровой высоты приходилось исполнять самим, на площадке актеров страховали опытные каскадеры. Все спецэффекты с огнём в кадре также исполнены каскадёрами. Животные тоже настоящие», — рассказывал он. Специально для съёмок из Москвы в Тверь был доставлен ручной тигр, поскольку циркового, согласно требованиям техники безопасности, можно было снимать только в большой клетке. В администрации Тверского государственного цирка отметили, что в ходе съёмочного процесса ни одно животное не пострадало.
При работе над проектом около 60 человек занималось графикой и спецэффектами. «Это те же люди, которые со мной работали над фильмом „Хардкор“ и клипом The Weeknd „False Alarm“. На финишной прямой мы просидели у них в офисе часов 45», — рассказывал Найшуллер.

### Съёмочная группа
- Режиссёр — Илья Найшуллер
- Продюсеры — Дмитрий Муравьёв, Екатерина Кононенко
- Арт-директор — Пётр Бондаренко
- Оператор-постановщик — Генри Медер[8]

#### Актёры
- Коррумпированный губернатор — Юченков Константин
- Девушка губернатора — Одинцова Виктория
- Врач — Великотный Алексей
- Дрессировщик — Исъянов Иван
- Технарь — Калабин Данила
- Девушка технаря — Ермолаева Алёна
- Селфи с тигром — Топольницкая Юлия
- Помощник губернатора — Зюзин Сергей
- Гимнастка — Королёва Елизавета
- ОМОН с гранатой — Лебедев Игорь
- Девочка — Барановская Анна
- Конферансье — Елютин Федор
- Клоуны — Евгений Труфанов, Колосов Василий[9][10]

## Реакция
Как отмечала пресса, поклонники группы тепло встретили и песню, и клип. Видео было опубликовано на официальном канале коллектива на YouTube 14 февраля 2017 года и уже 16 февраля набрало более 3 миллионов просмотров.
Обозреватель журнала Rolling Stone Андрей Бухарин охарактеризовал песню как «крайнюю степень какого-то распада и тления». «Это всё-таки не ушедшие нулевые годы, не умершие и не похороненные в этой популярности и шумихе вокруг этих произведений Шнурова. Мне кажется, смотреть это просто уже невозможно. Уже, кажется, даже на радио „Шансон“ такого не крутят», — высказался он.
Журналист «Российской газеты» Олег Усков назвал клип «диким», а также отметил, что его легко охарактеризовать в одно слово — «цирк»: «И не только потому, что действие клипа „Ленинграда“ происходит именно в этом культурном заведении, а оно в принципе соответствует разверзшемуся на экране аду».
Директор Большого Московского государственного цирка Эдгард Запашный, комментируя выход клипа, высказал мнение, что «подобного рода клипы становятся любопытными на фоне всего нашего достаточно предсказуемого шоу-бизнеса». «Кто регулярно ходит в цирк, понимает, что вся эта история абсолютно абстрактная, выдуманная и никак не направлена на какой-то негатив для цирка», — сказал он. Помимо прочего, он выразил надежду, что работа «Ленинграда» напомнит тем, кто в цирк не ходит, что цирк существует.
Некоторые СМИ отметили, что «Кольщик» снят под влиянием работ Квентина Тарантино. В контексте обсуждения связи клипа с творчеством американского режиссёра, Найшуллер заявил, что его «внутренним референсом» был «кислотный» и «агрессивный» Феллини. В то же время под влиянием работ Квентина Тарантино был снят другой клип группы «Ленинград» — на песню «Очки Собчак».

## Награды
Клип на песню стал лауреатом премии Berlin Music Video Awards в номинациях «Лучшее музыкальное видео года» и «Лучший концепт»; также видеоработа стала победителем лондонского фестиваля дизайна и рекламы D&AD. Осенью 2017 года ролик получил серебро в номинации «Entertainment for Music» на «Каннских львах». В ноябре 2017 на премии UK Music Video Awards клип получил награду в номинации «Лучшие визуальные эффекты».

## Чарты
| Чарт (2017)  | Лучшая позиция |
| ------------ | -------------- |
| СНГ (Tophit) | 3              |